# Шейкін Михайло Степанович
Михайло Степанович Шейкін (15 листопада 1908—1 травня 1989) — радянський воєначальник, полковник Робітничо-селянської Червоної Армії, учасник Радянсько-фінської та Другої світової воєн, Герой Радянського Союзу (24 березня 1945 року), командир 220-го гвардійського стрілецького полку (79-й гвардійської стрілецької дивізії, 28-го гвардійського стрілецького корпусу, 8-ї гвардійської армії).

## Нагороди та звання
- Герой Радянського Союзу (Указ Президії Верховної Ради СРСР від 24 березня 1945 року): орден Леніна, медаль «Золота Зірка»;
- орден Леніна;
- орден Червоного Прапора (наказ Військової ради 8-ї гвардійської армії № 214 / н від 28 квітня 1944 року);
- орден Червоного Прапора (наказ Військової ради 8-ї гвардійської армії № 253 / н від 14 серпня 1944 року);
- орден Червоного Прапора;
- орден Суворова III ступеня (наказ Головнокомандувача Групою радянських окупаційних військ у Німеччині № 81 / н від 1 вересня 1945 року);
- орден Вітчизняної війни I ступеня (Указ Президії Верховної Ради СРСР від 11 березня 1985 року);
- орден Червоної Зірки;
- медаль «За бойові заслуги» (Указ Президії Верховної Ради СРСР, 1940 рік);
- медалі CРCP.